# Список населённых пунктов Ленского района Архангельской области

## Муниципально-территориальное устройство
В Ленском районе 147 населённых пунктов в составе одного городского и трёх сельских поселений:
| № | Городское и сельские поселения           | Административный центр | Количество населённых пунктов | Население | Площадь, км2 |
| - | ---------------------------------------- | ---------------------- | ----------------------------- | --------- | ------------ |
| 1 | Муниципальное образование «Урдомское»    | рабочий посёлок Урдома | 21                            | ↘4243     | 3350,78      |
| 2 | Муниципальное образование «Козьминское»  | село Козьмино          | 47                            | ↘787      | 1305,88      |
| 3 | Муниципальное образование «Сафроновское» | село Яренск            | 34                            | ↘4077     | 4881,22      |
| 4 | Муниципальное образование «Сойгинское»   | деревня Белопашино     | 45                            | ↘772      | 1126,50      |

| №   | Населённый пункт     | Тип                     | Население | Муниципальное образование                |
| --- | -------------------- | ----------------------- | --------- | ---------------------------------------- |
| 1   | 1180 км              | железнодорожная станция | ↘0        | Муниципальное образование «Урдомское»    |
| 2   | 52-го квартала       | посёлок                 | →0        | Муниципальное образование «Сойгинское»   |
| 3   | Базлук               | деревня                 | →1        | Муниципальное образование «Козьминское»  |
| 4   | Белопашино           | деревня                 | ↗235      | Муниципальное образование «Сойгинское»   |
| 5   | Бердышиха            | деревня                 | →0        | Муниципальное образование «Сойгинское»   |
| 6   | Берег                | деревня                 | ↗1        | Муниципальное образование «Козьминское»  |
| 7   | Берег                | деревня                 | →0        | Муниципальное образование «Сафроновское» |
| 8   | Берег                | деревня                 | 1         | Муниципальное образование «Урдомское»    |
| 9   | Бережная             | деревня                 | ↘0        | Муниципальное образование «Козьминское»  |
| 10  | Березник             | деревня                 | →0        | Муниципальное образование «Козьминское»  |
| 11  | Березовская          | деревня                 | →0        | Муниципальное образование «Сойгинское»   |
| 12  | Богослово            | деревня                 | →13       | Муниципальное образование «Сафроновское» |
| 13  | Большой Гыжег        | деревня                 | →2        | Муниципальное образование «Козьминское»  |
| 14  | Большой Кряж         | деревня                 | ↘18       | Муниципальное образование «Сафроновское» |
| 15  | Большой Мыс          | деревня                 | →0        | Муниципальное образование «Урдомское»    |
| 16  | Бор                  | деревня                 | ↘0        | Муниципальное образование «Козьминское»  |
| 17  | Бор                  | деревня                 | ↘114      | Муниципальное образование «Урдомское»    |
| 18  | Борисовская          | деревня                 | →0        | Муниципальное образование «Козьминское»  |
| 19  | Борок                | деревня                 | →1        | Муниципальное образование «Сафроновское» |
| 20  | Бызовская            | деревня                 | →0        | Муниципальное образование «Сойгинское»   |
| 21  | Вандыш               | деревня                 | ↘5        | Муниципальное образование «Сойгинское»   |
| 22  | Вандыш               | посёлок                 | ↘2        | Муниципальное образование «Урдомское»    |
| 23  | Васильевская 1-я     | деревня                 | →4        | Муниципальное образование «Козьминское»  |
| 24  | Васильевская 2-я     | деревня                 | ↘6        | Муниципальное образование «Козьминское»  |
| 25  | Верхний Базлук       | деревня                 | ↗7        | Муниципальное образование «Сафроновское» |
| 26  | Верхний Конец        | деревня                 | →0        | Муниципальное образование «Урдомское»    |
| 27  | Витюнино             | посёлок                 | ↘29       | Муниципальное образование «Урдомское»    |
| 28  | Вожем                | деревня                 | →0        | Муниципальное образование «Козьминское»  |
| 29  | Выемково             | деревня                 | →1        | Муниципальное образование «Сафроновское» |
| 30  | Германовская         | деревня                 | →2        | Муниципальное образование «Сойгинское»   |
| 31  | Голяниновская        | деревня                 | →0        | Муниципальное образование «Козьминское»  |
| 32  | Голяшево             | деревня                 | ↘4        | Муниципальное образование «Козьминское»  |
| 33  | Гора                 | деревня                 | ↗22       | Муниципальное образование «Сафроновское» |
| 34  | Горка                | деревня                 | ↗23       | Муниципальное образование «Сойгинское»   |
| 35  | Григорьевская        | деревня                 | ↘23       | Муниципальное образование «Сойгинское»   |
| 36  | Губинская            | деревня                 | →0        | Муниципальное образование «Сойгинское»   |
| 37  | Гыжег                | посёлок                 | ↗339      | Муниципальное образование «Козьминское»  |
| 38  | ГЭС                  | деревня                 | ↗42       | Муниципальное образование «Сафроновское» |
| 39  | Дегилевская          | деревня                 | ↘0        | Муниципальное образование «Сойгинское»   |
| 40  | Дорофеевская         | деревня                 | →2        | Муниципальное образование «Козьминское»  |
| 41  | Емельяновская        | деревня                 | →0        | Муниципальное образование «Сойгинское»   |
| 42  | Железнодорожный      | посёлок                 | →0        | Муниципальное образование «Урдомское»    |
| 43  | Жуково               | деревня                 | →0        | Муниципальное образование «Сафроновское» |
| 44  | Забелино             | деревня                 | ↗128      | Муниципальное образование «Козьминское»  |
| 45  | Загарье              | деревня                 | ↘0        | Муниципальное образование «Урдомское»    |
| 46  | Заимка               | деревня                 | →0        | Муниципальное образование «Сойгинское»   |
| 47  | Залужье              | деревня                 | →0        | Муниципальное образование «Козьминское»  |
| 48  | Запань Лупья         | посёлок                 | ↗141      | Муниципальное образование «Сойгинское»   |
| 49  | Запань Яреньга       | посёлок                 | ↗223      | Муниципальное образование «Сафроновское» |
| 50  | Заполье              | деревня                 | ↗312      | Муниципальное образование «Сафроновское» |
| 51  | Заречье              | деревня                 | ↘1        | Муниципальное образование «Урдомское»    |
| 52  | Захаринская          | деревня                 | →0        | Муниципальное образование «Козьминское»  |
| 53  | Звоз                 | деревня                 | →0        | Муниципальное образование «Козьминское»  |
| 54  | Ивановка             | деревня                 | →3        | Муниципальное образование «Козьминское»  |
| 55  | Ирта                 | село                    | ↗214      | Муниципальное образование «Сафроновское» |
| 56  | Карповская           | деревня                 | ↘0        | Муниципальное образование «Козьминское»  |
| 57  | Кересаг              | деревня                 | →0        | Муниципальное образование «Сафроновское» |
| 58  | Козьмино             | село                    | ↗361      | Муниципальное образование «Козьминское»  |
| 59  | Конец-Озерья         | деревня                 | ↘1        | Муниципальное образование «Сафроновское» |
| 60  | Кононовская          | деревня                 | →0        | Муниципальное образование «Козьминское»  |
| 61  | Конюшевская          | деревня                 | →0        | Муниципальное образование «Сойгинское»   |
| 62  | Коротовинская        | деревня                 | ↗5        | Муниципальное образование «Сойгинское»   |
| 63  | Костино              | деревня                 | →1        | Муниципальное образование «Козьминское»  |
| 64  | Кочуринская          | деревня                 | ↘4        | Муниципальное образование «Сойгинское»   |
| 65  | Крюковка             | деревня                 | →0        | Муниципальное образование «Сафроновское» |
| 66  | Кулига               | деревня                 | →0        | Муниципальное образование «Козьминское»  |
| 67  | Кулига               | деревня                 | ↘0        | Муниципальное образование «Сойгинское»   |
| 68  | Курейная             | деревня                 | ↗31       | Муниципальное образование «Сафроновское» |
| 69  | Лантыш               | деревня                 | ↗39       | Муниципальное образование «Сафроновское» |
| 70  | Лена                 | село                    | ↗458      | Муниципальное образование «Козьминское»  |
| 71  | Литвино              | деревня                 | ↘2        | Муниципальное образование «Сойгинское»   |
| 72  | Литвино              | посёлок                 | ↗521      | Муниципальное образование «Сойгинское»   |
| 73  | Лопатино             | деревня                 | →0        | Муниципальное образование «Сафроновское» |
| 74  | Лукинская            | деревня                 | →2        | Муниципальное образование «Козьминское»  |
| 75  | Лупья                | деревня                 | →3        | Муниципальное образование «Сойгинское»   |
| 76  | Лупья                | посёлок                 | ↘71       | Муниципальное образование «Урдомское»    |
| 77  | Лысимо               | посёлок                 | ↘240      | Муниципальное образование «Сафроновское» |
| 78  | Малая Толша          | деревня                 | ↗25       | Муниципальное образование «Козьминское»  |
| 79  | Малая Шонома         | деревня                 | →0        | Муниципальное образование «Козьминское»  |
| 80  | Малый Гыжег          | деревня                 | →1        | Муниципальное образование «Козьминское»  |
| 81  | Матлуг               | деревня                 | ↗7        | Муниципальное образование «Сафроновское» |
| 82  | Микшина Гора         | деревня                 | ↗17       | Муниципальное образование «Сафроновское» |
| 83  | Мосеева Гора         | деревня                 | →0        | Муниципальное образование «Сойгинское»   |
| 84  | Мыс                  | деревня                 | ↘0        | Муниципальное образование «Козьминское»  |
| 85  | Некрасовская         | деревня                 | →2        | Муниципальное образование «Козьминское»  |
| 86  | Нефедовская          | деревня                 | →0        | Муниципальное образование «Сойгинское»   |
| 87  | Нечаевская           | деревня                 | →0        | Муниципальное образование «Сойгинское»   |
| 88  | Новая Деревня        | деревня                 | →0        | Муниципальное образование «Сафроновское» |
| 89  | Новосёлова Гора      | деревня                 | ↗2        | Муниципальное образование «Сойгинское»   |
| 90  | Ошлапье              | деревня                 | ↘2        | Муниципальное образование «Урдомское»    |
| 91  | Ошмановская          | деревня                 | →0        | Муниципальное образование «Козьминское»  |
| 92  | Паладино             | деревня                 | ↗68       | Муниципальное образование «Сафроновское» |
| 93  | Пантый               | посёлок                 | →0        | Муниципальное образование «Сафроновское» |
| 94  | Паста                | деревня                 | →0        | Муниципальное образование «Сафроновское» |
| 95  | Песочный             | посёлок                 | ↗80       | Муниципальное образование «Козьминское»  |
| 96  | Пилес                | посёлок                 | →0        | Муниципальное образование «Урдомское»    |
| 97  | Пристань Яренск      | деревня                 | ↗5        | Муниципальное образование «Сафроновское» |
| 98  | Пустошь              | деревня                 | →7        | Муниципальное образование «Сафроновское» |
| 99  | Речка                | деревня                 | →0        | Муниципальное образование «Козьминское»  |
| 100 | Рябово               | деревня                 | →0        | Муниципальное образование «Сойгинское»   |
| 101 | Рязановская          | деревня                 | →0        | Муниципальное образование «Сойгинское»   |
| 102 | Савкино              | посёлок                 | →0        | Муниципальное образование «Сафроновское» |
| 103 | Самыловская          | деревня                 | ↗8        | Муниципальное образование «Козьминское»  |
| 104 | Сафроновка           | деревня                 | ↗372      | Муниципальное образование «Сафроновское» |
| 105 | Светик               | железнодорожная станция | ↘0        | Муниципальное образование «Урдомское»    |
| 106 | Седуновская          | деревня                 | →0        | Муниципальное образование «Сойгинское»   |
| 107 | Селивановская        | деревня                 | ↗91       | Муниципальное образование «Сойгинское»   |
| 108 | Сендуга              | деревня                 | →0        | Муниципальное образование «Сойгинское»   |
| 109 | Серединская          | деревня                 | ↗3        | Муниципальное образование «Козьминское»  |
| 110 | Слободчиково         | село                    | ↗15       | Муниципальное образование «Сойгинское»   |
| 111 | Слободчиково         | железнодорожная станция | →0        | Муниципальное образование «Урдомское»    |
| 112 | Слудка               | деревня                 | →0        | Муниципальное образование «Сойгинское»   |
| 113 | Сойга                | посёлок                 | ↗411      | Муниципальное образование «Сойгинское»   |
| 114 | Средняя Софроновская | деревня                 | →0        | Муниципальное образование «Сойгинское»   |
| 115 | Суходол              | деревня                 | ↘12       | Муниципальное образование «Урдомское»    |
| 116 | Тимасова Гора        | деревня                 | ↘0        | Муниципальное образование «Сойгинское»   |
| 117 | Томиловская          | деревня                 | ↗2        | Муниципальное образование «Козьминское»  |
| 118 | Тохта                | село                    | ↘48       | Муниципальное образование «Сафроновское» |
| 119 | Тыва                 | железнодорожная станция | ↗74       | Муниципальное образование «Урдомское»    |
| 120 | Тыва                 | посёлок                 | ↘200      | Муниципальное образование «Урдомское»    |
| 121 | Тыла-Йоль            | железнодорожная станция | →0        | Муниципальное образование «Урдомское»    |
| 122 | Урдома               | рабочий посёлок         | ↘3932     | Муниципальное образование «Урдомское»    |
| 123 | Урдома               | село                    | ↘0        | Муниципальное образование «Козьминское»  |
| 124 | Устье                | деревня                 | ↘24       | Муниципальное образование «Сойгинское»   |
| 125 | Усть-Очея            | посёлок                 | ↘280      | Муниципальное образование «Сафроновское» |
| 126 | Устюг                | деревня                 | →0        | Муниципальное образование «Козьминское»  |
| 127 | Ушаковская           | деревня                 | →0        | Муниципальное образование «Сойгинское»   |
| 128 | Фоминская            | деревня                 | →0        | Муниципальное образование «Козьминское»  |
| 129 | Фоминская            | деревня                 | →0        | Муниципальное образование «Сойгинское»   |
| 130 | Харинская            | деревня                 | ↗1        | Муниципальное образование «Сойгинское»   |
| 131 | Цилиба               | деревня                 | →0        | Муниципальное образование «Козьминское»  |
| 132 | Чакула               | деревня                 | →1        | Муниципальное образование «Сойгинское»   |
| 133 | Черныханы            | деревня                 | ↘0        | Муниципальное образование «Сойгинское»   |
| 134 | Чернышевская         | деревня                 | ↘0        | Муниципальное образование «Сойгинское»   |
| 135 | Шалевская            | деревня                 | →1        | Муниципальное образование «Козьминское»  |
| 136 | Шаровицы             | деревня                 | ↗7        | Муниципальное образование «Козьминское»  |
| 137 | Шеинская             | деревня                 | ↘0        | Муниципальное образование «Сойгинское»   |
| 138 | Шиес                 | железнодорожная станция | →0        | Муниципальное образование «Урдомское»    |
| 139 | Шипино               | деревня                 | ↘6        | Муниципальное образование «Сойгинское»   |
| 140 | Шордынь              | деревня                 | →0        | Муниципальное образование «Сафроновское» |
| 141 | Шубинская            | деревня                 | ↗45       | Муниципальное образование «Козьминское»  |
| 142 | Юргино               | деревня                 | ↗23       | Муниципальное образование «Сафроновское» |
| 143 | Юрчаково             | деревня                 | →5        | Муниципальное образование «Козьминское»  |
| 144 | Юрчаково-Пахомовская | деревня                 | →0        | Муниципальное образование «Козьминское»  |
| 145 | Якимовская           | деревня                 | →0        | Муниципальное образование «Сойгинское»   |
| 146 | Ярант                | деревня                 | →1        | Муниципальное образование «Козьминское»  |
| 147 | Яренск               | село                    | ↘3126     | Муниципальное образование «Сафроновское» |